# Спероне
Сперо̀не (на италиански: Sperone) е малко градче и община в Южна Италия, провинция Авелино, регион Кампания. Разположено е на 175 m надморска височина. Населението на общината е 3726 души (към 2010 г.).